# ハーレーダビッドソン・ソフテイル
ソフテイル (Softail) は、アメリカのオートバイメーカー、ハーレーダビッドソンが製造するクルーザータイプのオートバイシリーズの一種。

## 概要
1984年に「エボリューション」エンジンの登場と同時に初代が登場し、本物のアメリカンバイクを目指し、スタイルにこだわっている。日本でも最も人気が高い車種である。クラシカルなFL系とカスタムなFX系に分かれる。バランサーシャフト内蔵型のエンジン「ツインカム96B」をフレームに直接搭載するリジットマウントを採用してエンジンとフレームの隙間を小さくし、エンジンを美しく見せている。
2017年に廃止されたダイナシリーズと統合されて、2018年より新エンジン「ミルウォーキー エイト」となる。それにより1984年～1999年が「EVOソフテイル」、2000年～2017年までが「TCソフテイル」、2018年以降が「M8ソフテイル」とも呼ばれる。2022年よりハーレーのシリーズ名が一新され「クルーザー」シリーズとなった。
自転車やオートバイのリアサスペンションにおいて、緩衝装置を一切持たず、後車軸が直接フレームに固定されているリジッド式を「ハード・テイル」とも呼び、これに対し、緩衝装置を持つものを「ソフト・テイル」と呼ぶ。ソフト・テイルのうち、ばねやダンパーを見えないように取り付けて、リジッド風に見せるスタイルの通称が「ソフテイル」である。

## ソフテイルファミリー
- FXST - ソフテイル スタンダードとも表記。
- FLSTSB - クロスボーンズとも表記。ツインカム96エンジン唯一のスプリンガーモデル。コストが掛かりすぎ絶版。
- FLS - ソフテイル スリムとも表記。ソフテイルの中で最も加重時シート高が低い。
- FLSTC - ヘリテイジ ソフテイル クラシックとも表記。FLHC ヘリテイジ クラシック、FLHCS ヘリテイジ クラシック114に引き継がれている。
- FXSTS - ソフテイル スプリンガーとも表記。スプリンガーフォークを装着。
- FLSTN - ソフテイル デラックスとも表記。
- FLSTF - ファットボーイ（英語版）とも表記。1990年から2017年製造され、ファットカスタムの先駆けとなったモデル。2018年からはFLSTF、およびFLFB(&FLFBS)として引き継がれている。
- FLSTFB - ファットボーイ ローとも表記。
- FXS - ブラックラインとも表記。
- FLSB - スポーツグライドとも表記。